# Calotrophon ostrearum
Calotrophon ostrearum är en snäckart som först beskrevs av Conrad 1846.  Calotrophon ostrearum ingår i släktet Calotrophon och familjen purpursnäckor. Inga underarter finns listade i Catalogue of Life.